# Richard Petty Motorsports
| Richard Petty, 2006. |  | Andrew Murstein, 2007. |
| Richard Petty, 2006. |  | Andrew Murstein, 2007. |

Richard Petty Motorsports är ett amerikanskt racingstall som tävlar i stock car-serien Nascar Cup Series. Stallet ägs av företaget RPAC Racing, LLC, som i sin tur ägs av den legendariske racerföraren Richard Petty och affärsmannen Andrew Murstein, och är baserat i Welcome i North Carolina.

## Historik

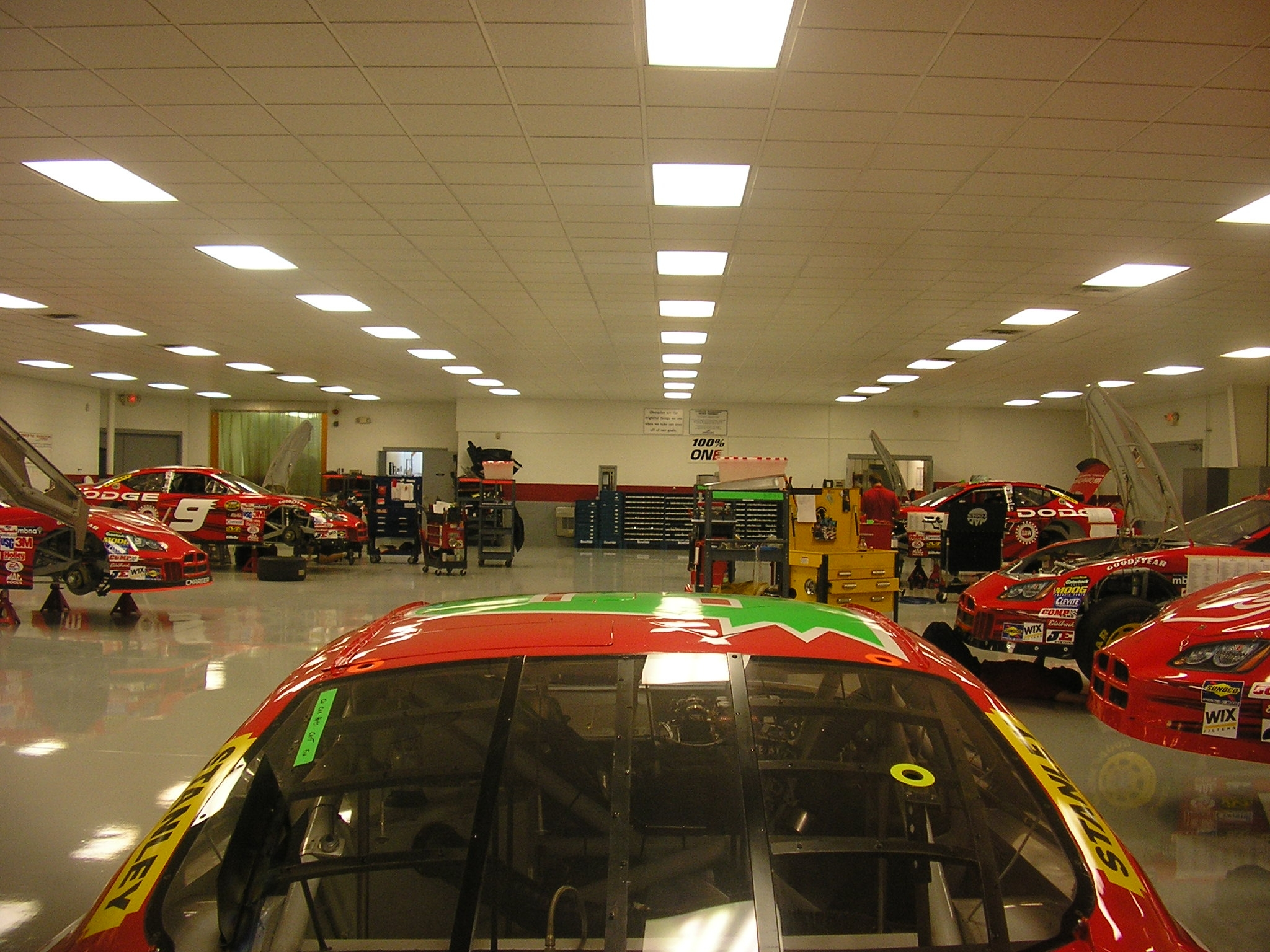
En del av exteriören av stallets anläggning när de hette Evernham Motorsports i juli 2005.

Stallet har sitt ursprung från 2000 när Ray Evernham grundade Evernham Motorsports. I oktober 2004 förvärvade man Tommy Baldwin Racings stall i "andra divisionen" Nascar Busch Series. 2007 köpte affärsmannen George N. Gillett Jr., som ägde samtidigt fotbollsklubben Liverpool FC (Premier League) och ishockeyorganisationen Montreal Canadiens (NHL), en majoritetsaktiepost i Evernham. Stallet fick namnet Gillett Evernham Motorsports. Två år senare fusionerades stallet med konkurrenten Petty Enterprises, efter att Petty drabbades av finansiella svårigheter på grund av uteblivna sponsorsintäkter från deras bilar. Stallet fick också sitt nuvarande namn. 2010 blev RPM återigen fusionerad och den här gången med Yates Racing. I november det året uppdagades det att Gillet hade fått finansiella svårigheter och tvingades sälja stallet till Richard Petty, investeraren Douglas G. Bergeron samt Andrew Murstein och dennes finansföretag Medallion Financial Corp. 2017 meddelade RPM att man skulle ingå ett samarbete med konkurrenten Richard Childress Racing och man skulle samtidigt flytta sin verksamhet från Mooresville till RCR:s anläggning i Welcome.

## Bilar och förare

### Nascar Cup Series
Samtliga förare som har kört för stallet och samtliga bilar som har använts i Nascars högsta serie.

#### Nuvarande

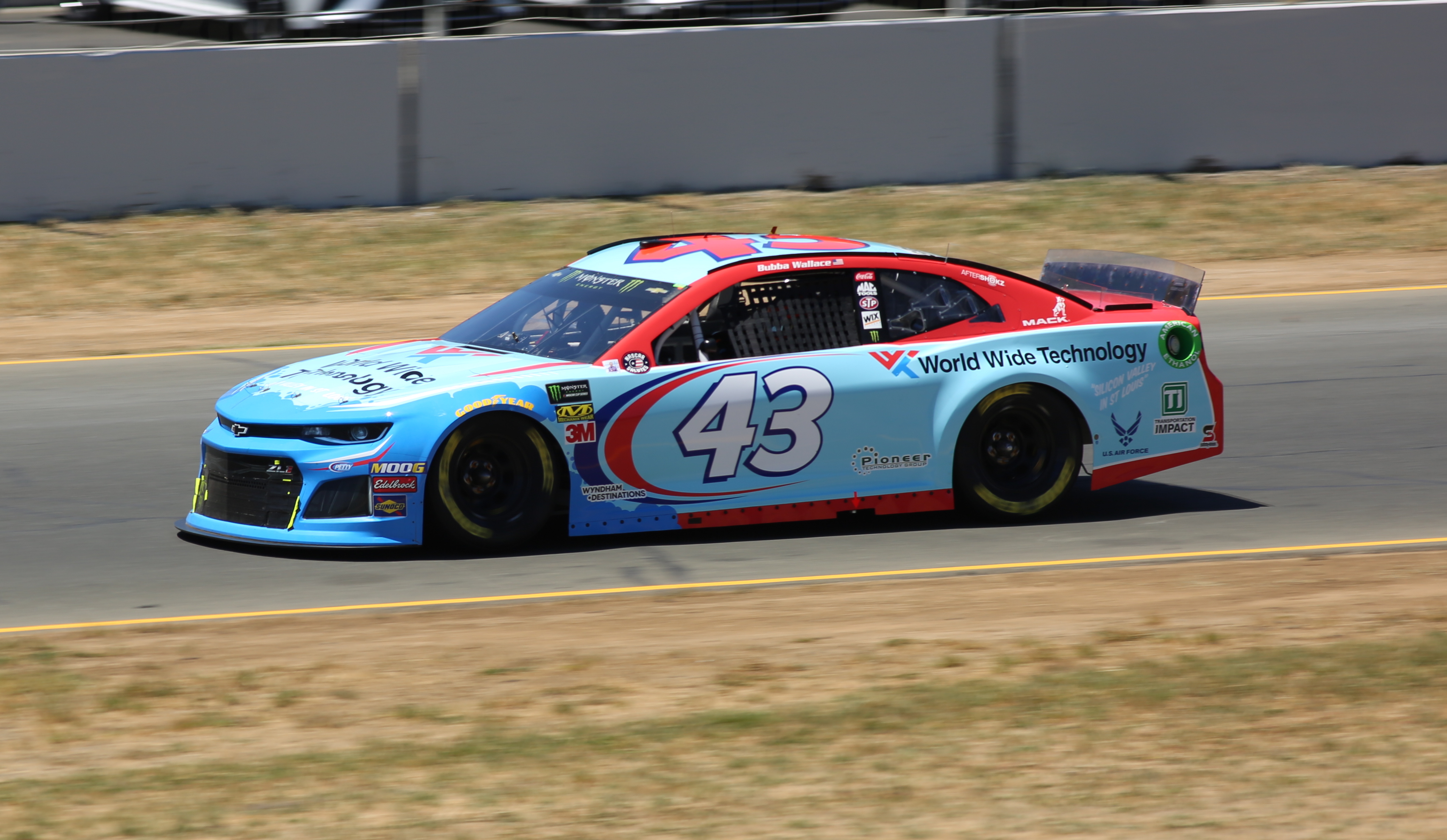
Bubba Wallace i #43, 2019.

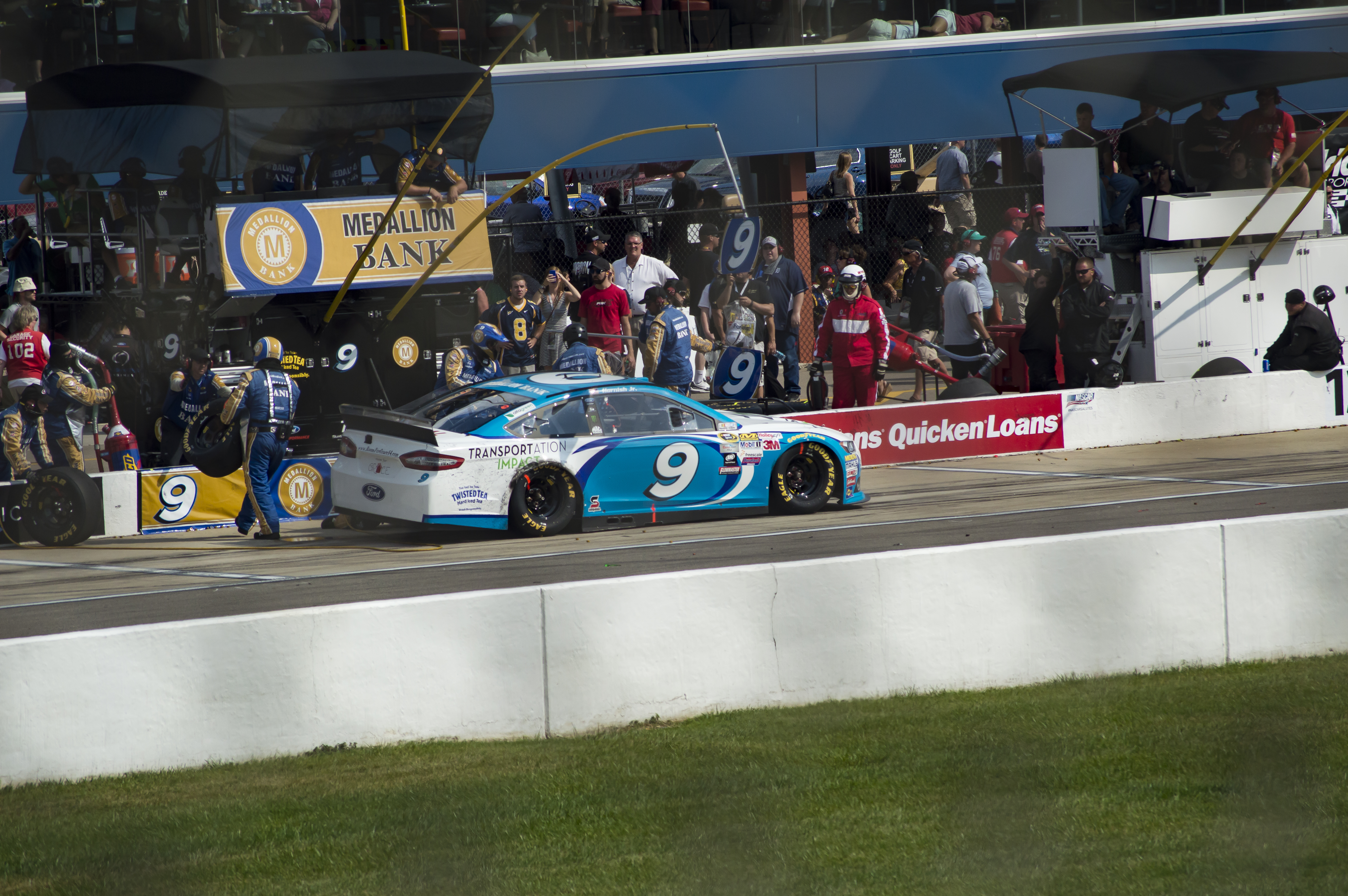
Sam Hornish Jr. i #9, 2015.

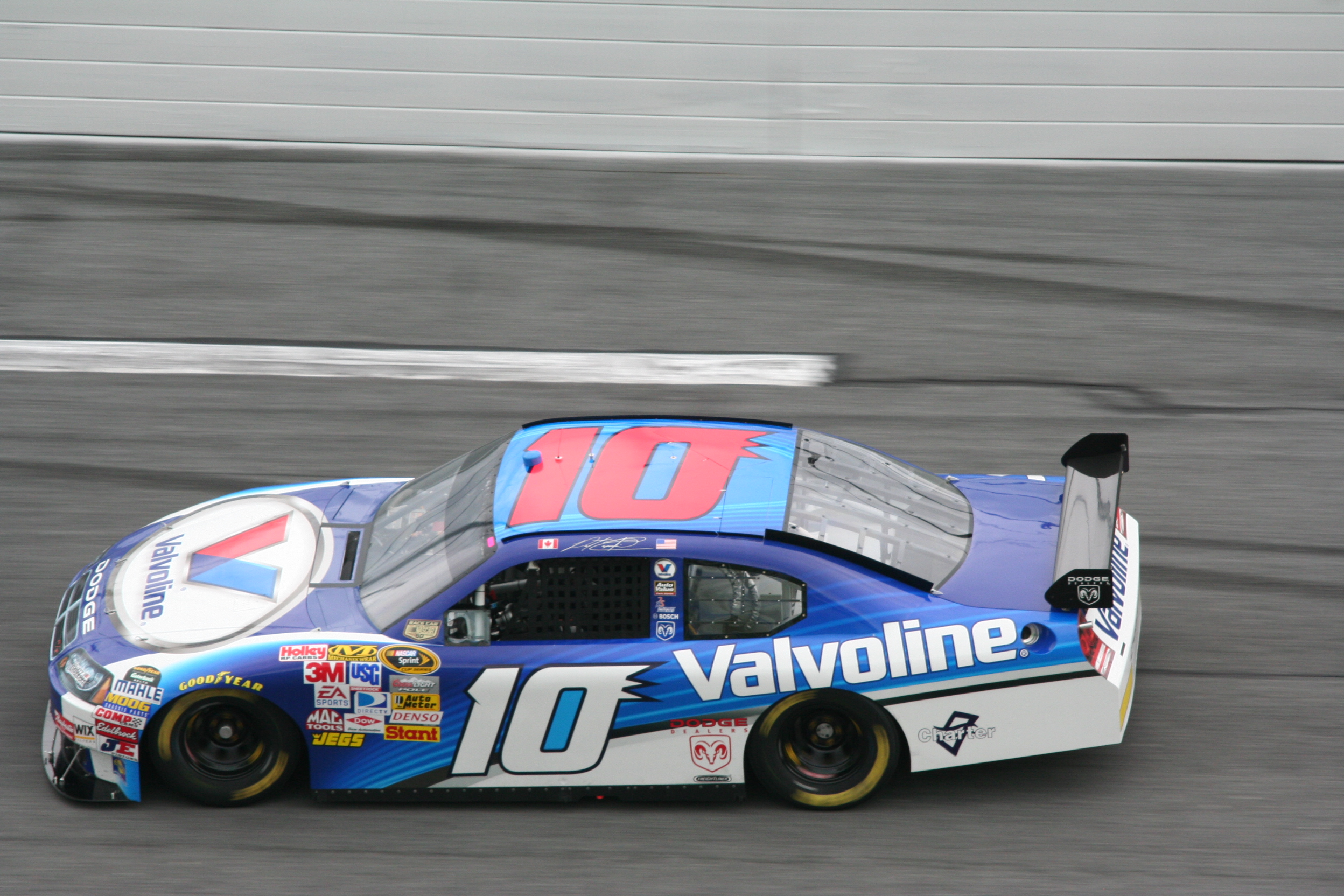
Patrick Carpentier i #10, 2008.

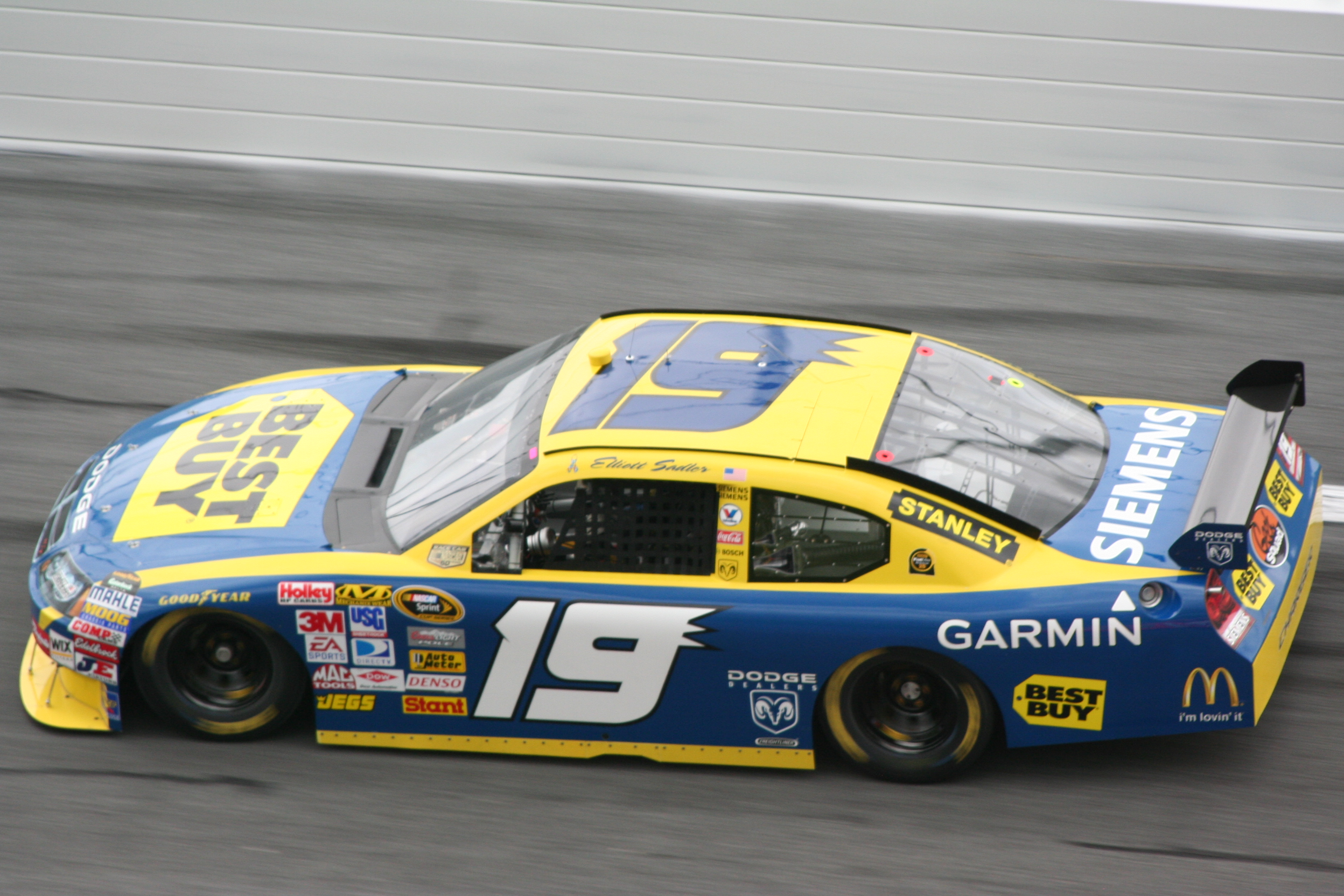
Elliott Sadler i #19, 2008.

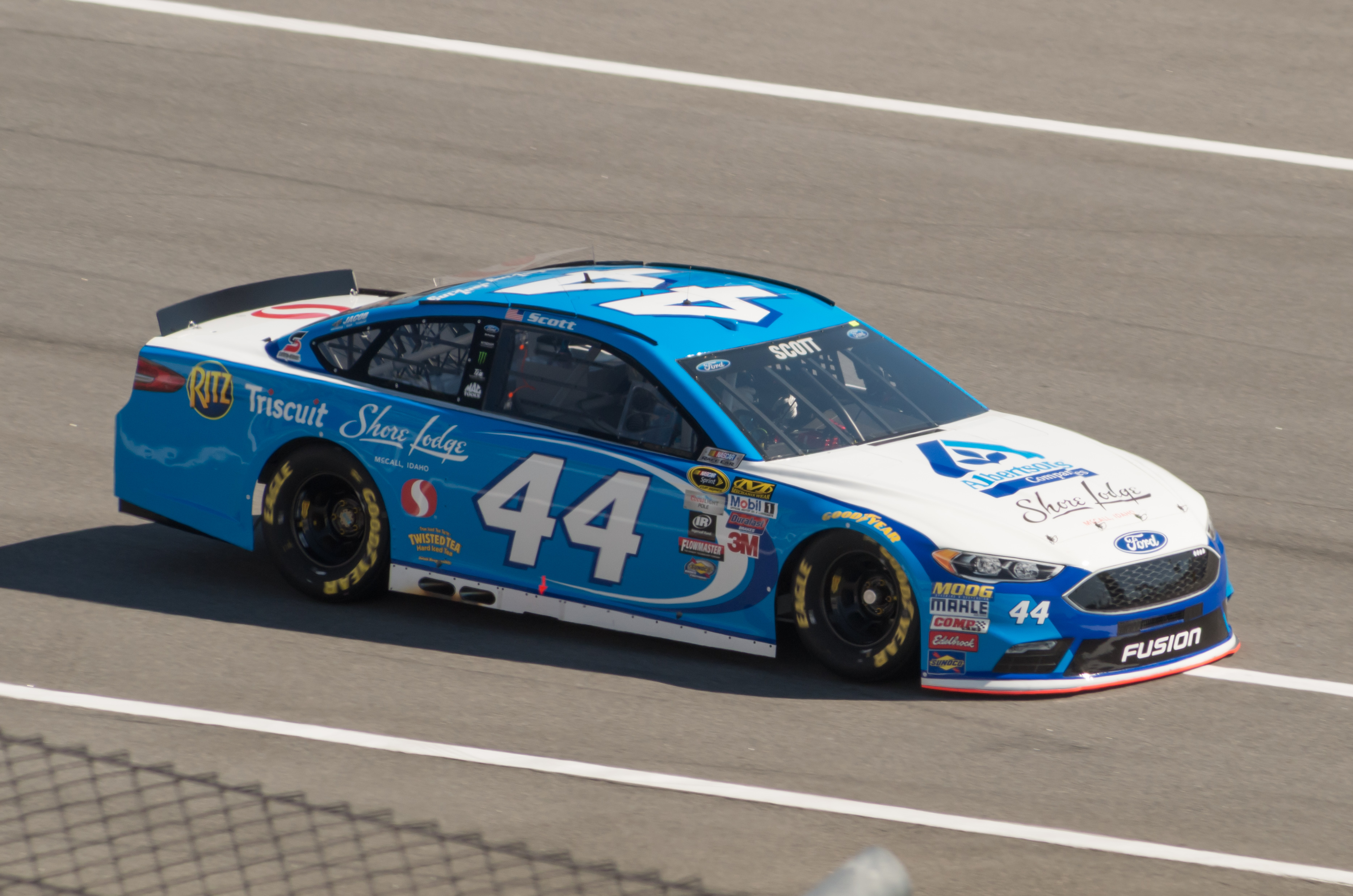
Brian Scott i #44, 2016.

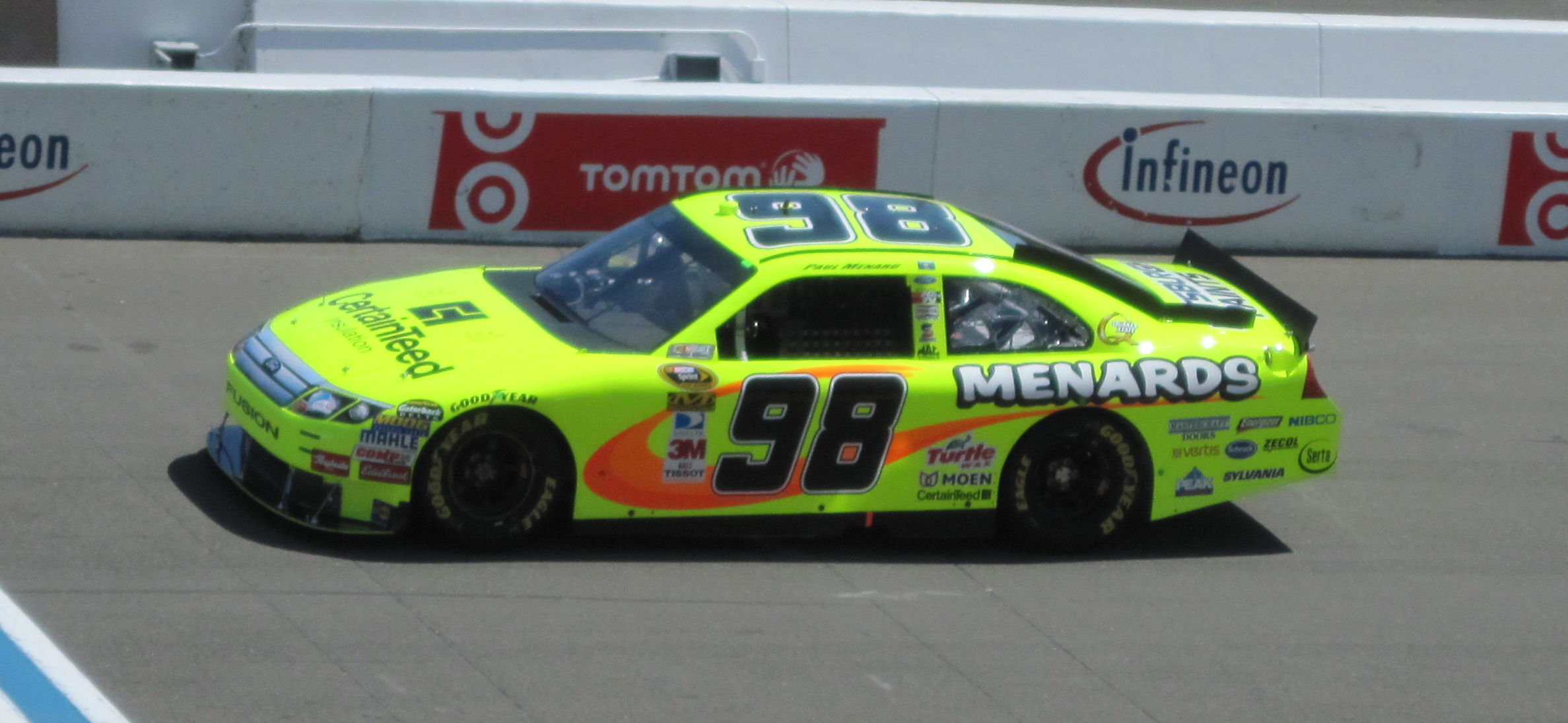
Paul Menard i #98, 2010.

##### #43
- Reed Sorenson: 2009[13]
- A.J. Allmendinger: 2010[14], 2011[15]
- Aric Almirola: 2012[16], 2013[17], 2014[18], 2015[19], 2016[20], 2017[21]
- Regan Smith: 2017[21]
- Billy Johnson: 2017[21]
- Bubba Wallace: 2017[21], 2018[22], 2019[23], 2020
- Erik Jones: 2021[24]

#### Före detta

##### #9
- Bill Elliott: 2001[25], 2002[26], 2003[27]
- Kasey Kahne: 2004[28], 2005[29], 2006[30], 2007[31], 2008[32], 2009[13], 2010[14]
- Aric Almirola: 2010[14]
- Marcos Ambrose: 2011[15], 2012[16], 2013[17], 2014[18]
- Sam Hornish Jr.: 2015[19]

##### #10
- Scott Riggs: 2006[30], 2007[31]
- Patrick Carpentier: 2007[31], 2008[32]
- Terry Labonte: 2008[32]
- Mike Wallace: 2008[32]
- A.J. Allmendinger: 2008[32]

##### #19
- Casey Atwood: 2000[33], 2001[25], 2002[26]
- Jeremy Mayfield: 2002[26], 2003[27], 2004[28], 2005[29], 2006[30]
- Bill Elliott: 2006[30]
- Elliott Sadler: 2006[30], 2007[31], 2008[32], 2009[13], 2010[14]

##### #41
- Aric Almirola: 2013[14]

##### #44
- A.J. Allmendinger: 2009[13]
- Brian Scott: 2016[20]

##### #91
- Hank Parker Jr., 2002[26]
- Casey Atwood, 2002[26], 2003[27]
- Bill Elliott, 2004[28], 2005[29]

##### #98
- Bill Elliott: 2004[28]
- Boris Said: 2007[31]
- Paul Menard: 2010[14]

#### Bilmärken
De bilmärken man har kört sen stallet grundades.
- Ford: 2000[33], 2009[13], 2010[14], 2011[15], 2012[16], 2013[17], 2014[18], 2015[19], 2016[20], 2017[21]
- Dodge: 2001[25], 2002[26], 2003[27], 2004[28], 2005[29], 2006[30], 2007[31], 2008[32], 2009[13]
- Chevrolet: 2018[22], 2019[23], 2020

### Nascar Xfinity Series

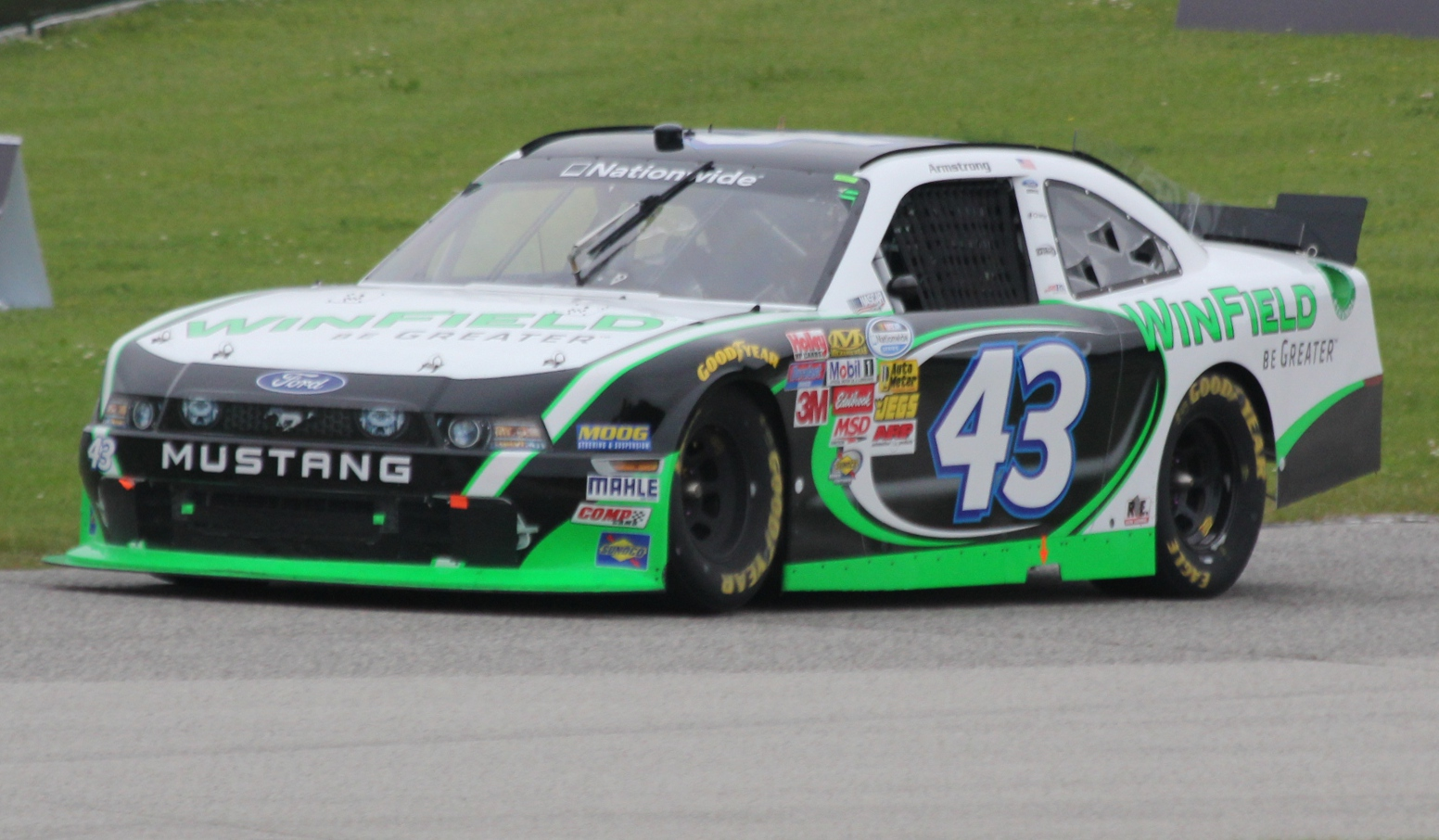
Dakoda Armstrong i #43, 2014.

Samtliga förare som har kört för stallet och samtliga bilar som har använts i Nascars näst högsta serie.

#### Före detta

##### #6
- Paul Wolfe: 2005[34]
- Jeremy Mayfield: 2005[35]
- Kasey Kahne: 2005[36]
- Mike Wallace: 2005[37]
- Casey Atwood: 2005[38]
- Tracy Hines: 2005[39]
- Bill Elliott: 2005[40]
- Erin Crocker, 2005[41]

##### #9
- Kasey Kahne: 2006[42], 2007[43], 2008[44]
- Jeremy Mayfield: 2006[45]
- Scott Riggs: 2006[46], 2007[47]
- Boris Said: 2006[48], 2007[49], 2008[50]
- Elliott Sadler: 2007[51], 2008[52]
- Chase Miller: 2007[53], 2008[50]
- Deac McCaskil: 2007[54]
- A.J. Allmendinger: 2008[55]
- Corey LaJoie: 2013[56]

##### #09
- Marcos Ambroso: 2014[57]

##### #19
- Patrick Carpentier: 2007[58], 2008[59]
- Chase Miller: 2008[50]

##### #43
- Michael Annett: 2012[60], 2013[61]
- Aric Almirola: 2013[62]
- Reed Sorenson: 2013[63]
- Dakoda Armstrong: 2014[64], 2015[65]
- Jeb Burton: 2016[66]

##### #79
- Jeremy Mayfield: 2003[67], 2005[35]
- Kasey Kahne: 2005[36]

##### #98
- Erin Crocker, 2006[68]

#### Bilmärken
De bilmärken man har kört i Nascar Xfinity Series.
- Ford: 2012[60], 2013[56], 2014[57], 2015[65], 2016[66]
- Dodge: 2005[34], 2006[42], 2007[47], 2008[59]

### Nascar Gander Outdoors Truck Series
Samtliga förare som har kört för stallet och samtliga bilar som har använts i Nascars tredje högsta serie.

#### Före detta

##### #43
- Austin Hill, 2016[69]
- Korbin Forrister, 2016[70]

##### #98
- Erin Crocker, 2006[71]

#### Bilmärken
Det bilmärke man använde sig av i Truck Series. Hill och Forrister blev ej kvalificerade till de race de skulle köra.
- Dodge: 2006[71]